# Palacio de Yanduri (Sevilla)

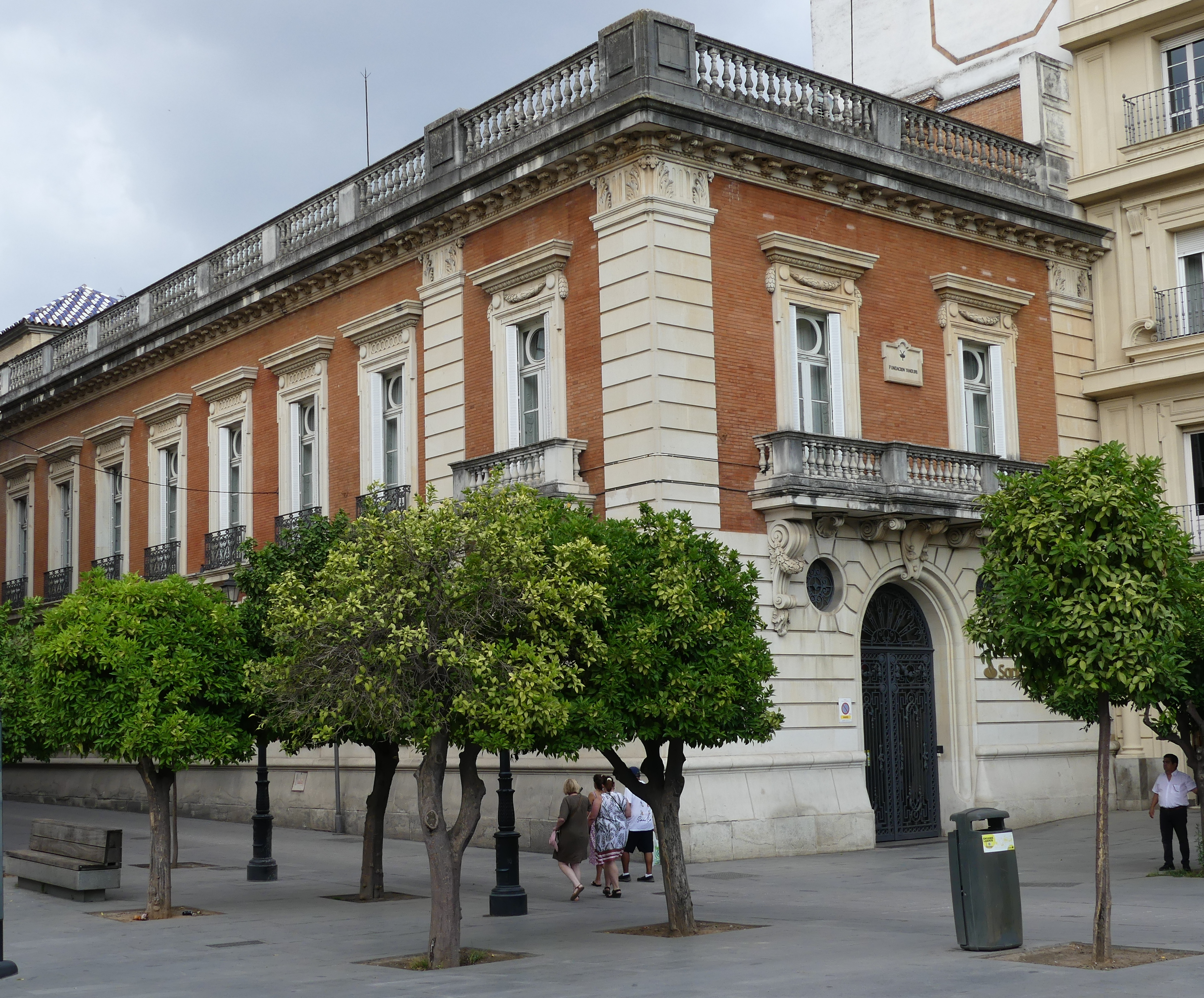
Fachada del palacio de Yanduri, Sevilla.

El palacio de Yanduri fue construido a comienzos del siglo XX y está situado en la Puerta de Jerez, en la ciudad de Sevilla. 

## Historia
En este lugar se encontraba el palacio de los Vicentelo de Leca, propiedad de los condes de Cantillana, cuya dirección era el número 7 de la calle Maese Rodrigo, hoy desaparecida. En el siglo XIX sirvió de sede de la Intendencia Militar.
Entre 1894 y 1901 los padres del poeta y premio Nobel Vicente Aleixandre, Cirilo y Elvira, vivieron en este edificio con los abuelos maternos del poeta: Antonino Merlo, intendente general, y Estefanía García de Pruneda. En este lugar nació Vicente en 1898. Luego la familia se trasladó a Málaga y esta intendencia se trasladó al cuartel de la Puerta de la Carne.
Las obras del palacio actual empezaron entre 1901 y 1902 y concluyeron en 1904. El palacio fue construido por encargo de los marqueses de Yanduri. Sus trazas fueron ejecutadas por el maestro de obra Antonio Rey y Pozo y, tras su muerte, continuó la obra el arquitecto Jacobo Galí y Lassaleta, quien lo concluyó.
La construcción es de líneas clásicas y profundo gusto francés. El acceso se realiza a través de un gran arco de medio punto, al que sigue un apeadero. La Casa Palacio se encuentra unida con el Real Alcázar a través de la Huerta de la Alcoba, donde hoy se asienta el Jardín Inglés, con puerta directa para que, sin salir del mismo, la reina Victoria Eugenia pudiese visitar a su amiga, la marquesa de Yanduri.
En agosto de 1936, durante la Guerra Civil, estuvo instalado aquí el cuartel general de los sublevados. Hasta 2017 hubo una placa conmemorativa de la estancia de Francisco Franco en el palacio.
Franco también se alojó en este palacio cuando acudió a Sevilla en abril de 1939.
Tras esto, el palacio terminó en manos de la Fundación Yanduri y sirvió sucesivamente de colegio, obrador y residencia de las religiosas de la Orden de Hijas de la Caridad. Desde 1987 es sede del Banco de Santander.